# Timber Tramps
Timber Tramps (en España: Tramperos de Alaska) es una película estadounidense de 1975, del género aventura, dirigida por Tay Garnett y protagonizada por Claude Akins y Leon Ames.
Fue la última película de Garnett.

## Sinopsis
Matt (Claude Akins) es un duro y alcohólico capataz, en las tierras agrestes de Alaska, al que le encanta armar broncas y peleas.

## Reparto
- Claude Akins - Matt
- Leon Ames - Deacon
- Eve Brent - Corey
- Joseph Cotten - Greedy sawmill mogul
- Cesar Romero - Greedy sawmill mogul
- Patricia Medina - Miami Lills